# Mareil-en-France
Mareil-en-France egy község Franciaországban. Lakosainak száma 721 fő (2022. január 1.).

## Földrajza
Mareil-en-France Jagny-sous-Bois, Châtenay-en-France, Épinay-Champlâtreux, Fontenay-en-Parisis, Le Mesnil-Aubry és Villiers-le-Sec községekkel határos.